# بیا تا گل برافشانیم و می در ساغر اندازیم
غزلی با مطلعِ «بیا تا گل برافشانیم و می در ساغر اندازیم» غزل شمارهٔ ۳۷۴ از دیوانِ حافظ در تصحیحِ محمد قزوینی و قاسم غنی است.

## در اجراها
بنان در برنامهٔ شمارهٔ ۱۷۱ از مجموعهٔ گل‌های رنگارنگ این غزل را در دستگاهِ شور اجرا کرده‌است.

## در دیگر آثار هنری
بر قالی‌ای ابریشمی با طرح باغ که در سدهٔ ۱۳ ه‍.ق/۱۹ م و هریس بافته شده، شش بیت از این غزل نقش بسته‌است. این قالی در موزهٔ اسلامی برلین نگهداری می‌شود.